# 十月六日城
十月六日城（羅馬化：Al Sādis Min Uktōber，羅馬化：Setta Oktōbar），或作10月6日城，是埃及吉薩省的一個城市，是已取消的十月六日省的首府，人口約500,000，是新的國際性城市，不同國籍的學生在城內的7間私立大學唸書。
十月六日城在1979年由埃及總統穆罕默德·安瓦爾·薩達特頒佈總統令成立，離吉薩17公里，與開羅市中心相距32公里。城市面積400平方公里，預計將來可容納370萬居民。十月六日城在2008年4月成為新設立的十月六日省的首府，2011年十月六日省并入吉萨省。
城市名稱是紀念1973年贖罪日戰爭的開始日期。

## 外部連結
- 大學
  - （页面存档备份，存于）
  - （页面存档备份，存于）
  - （页面存档备份，存于）

29°56′17″N 30°54′50″E / 29.938126°N 30.91398°E